# Miranda Lambert
Miranda Lambert  (sinh 10 tháng 11 năm 1983) là ca sĩ nhạc đồng quê Hoa Kỳ. Chồng cô là Blake Shelton, cũng là một ca sĩ đồng quê.